# Cato Institute

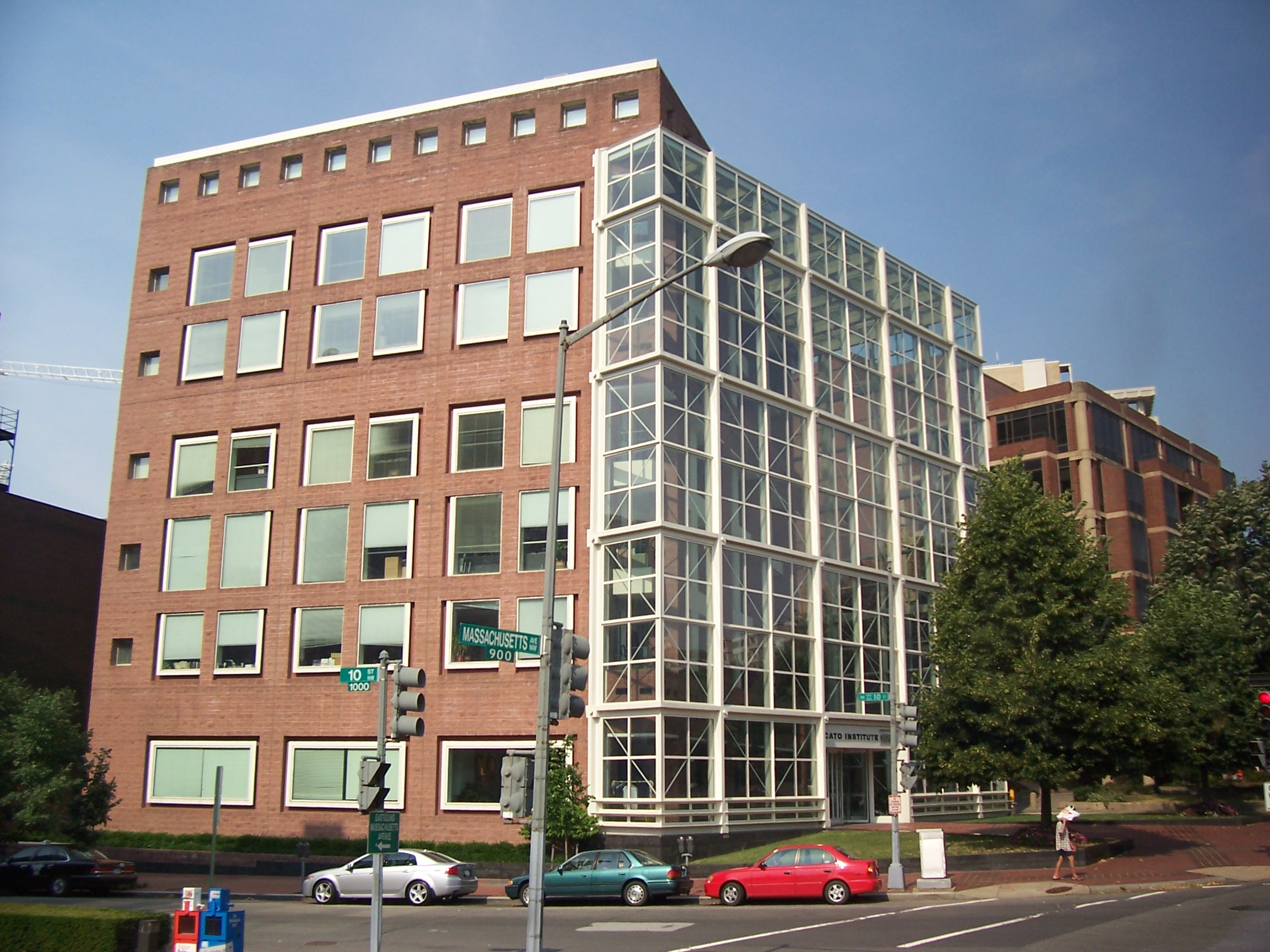
Cato Institute

Das Cato Institute ist eine der einflussreichsten ökonomisch-politischen Denkfabriken der USA. Es wurde von Edward H. Crane, Murray Rothbard und Charles G. Koch 1977 in San Francisco gegründet und hat eine libertär-minimalstaatliche Ausrichtung. Das Cato Institute hat seinen Sitz in Washington, D.C.

## Politische Ausrichtung

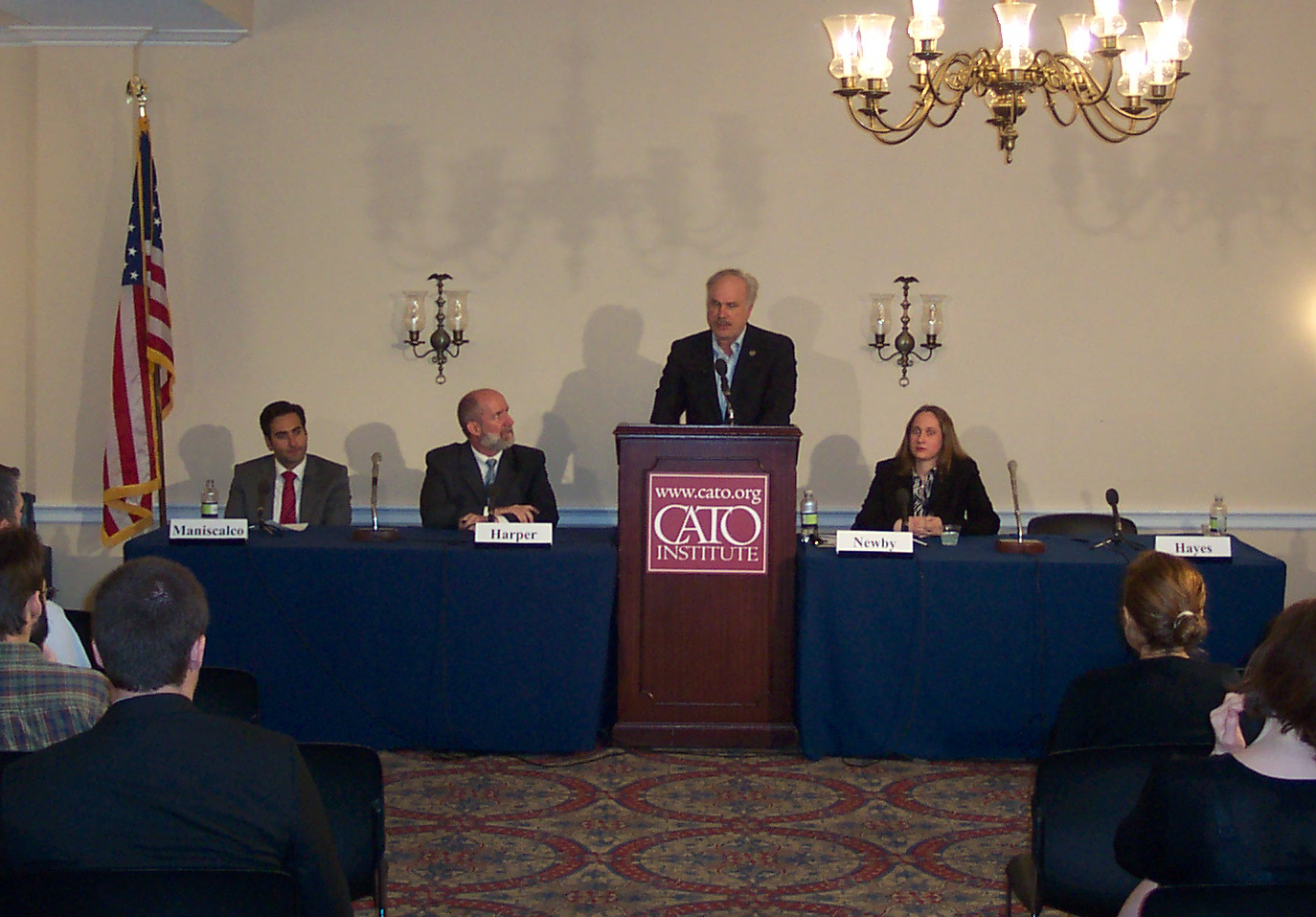
Podiumsdiskussion im Rayburn House Office Building (Capitol Hill), 18. August 2014

Das Institut sieht sich in der Tradition eines klassischen Liberalismus. Der Selbstauftrag der Denkfabrik ist, politische Debatten zu fördern, die Werte wie individuelle Freiheit, freie Marktwirtschaft, Minimalstaat und Frieden berücksichtigen:

“The mission of the Cato Institute is to increase the understanding of public policies based on the principles of limited government, free markets, individual liberty, and peace. The Institute will use the most effective means to originate, advocate, promote, and disseminate applicable policy proposals that create free, open, and civil societies in the United States and throughout the world.”

Es setzt sich für weniger Staat, geringe Steuern und mehr individuelle Freiheit ein. Ideologisch steht es insbesondere Friedrich Hayek nahe, bezieht sich aber ebenfalls auf die Theorien von Ayn Rand und Robert Nozick. National vertritt das Cato Institute wirtschaftsliberale Positionen, unter anderem in Bezug auf Kindererziehung, Arbeitsrecht, nationale Sicherheit und Tabakkonsum. Von vielen Regierungen wird es als stärkster Verfechter der Privatisierung der Sozialen Sicherheit betrachtet. International setzt sich die Denkfabrik stark für Freihandel ein, lehnt aber die Unterstützung von Entwicklungsländern durch Weltbank und Internationalen Währungsfonds ab.
Auch gesellschaftspolitisch vertritt die Denkfabrik libertäre Positionen und stellt persönliche Freiheiten in den Vordergrund, insbesondere den Schutz vor staatlichen Eingriffen in Freiheitsrechte. Daneben setzt sich die Denkfabrik für soziale Freiheiten wie sexuelle Unabhängigkeit ein und verurteilt den „Krieg gegen Drogen“. Zudem wurde der Irakkrieg abgelehnt.
Umweltschutzgesetze lehnt die Denkfabrik ab, da Privatpersonen und Unternehmen in Sachen Umweltschutz automatisch das Richtige tun würden, wenn keine staatlichen Gesetze und Maßnahmen existieren würden. Das bei der Bekämpfung von Umweltverschmutzung geltende Verursacherprinzip lehnt das Cato Institute genauso ab wie das Prinzip der Nachhaltigen Entwicklung. Zugleich spielt das Cato Institute gemeinsam mit anderen konservativen Think Tanks wie dem Competitive Enterprise Institute, dem Heartland Institute und dem George C. Marshall Institute eine entscheidende Rolle in den Versuchen, die Existenz der menschengemachten Globalen Erwärmung durch gezielte Angriffe auf die Klimawissenschaft abzustreiten. Auch weitere Umweltprobleme werden vom Cato Institute oft generell in Zweifel gezogen. Wissenschaftler werfen dem Cato Institute dabei selektives Zitieren und Falschbehauptungen vor.
Von Kritikern wird die Organisation als Frontgruppe betrachtet, die sich für die wirtschaftliche Interessen von Unternehmen und Stiftungen einsetzt, die von der Deregulierung profitieren wollen. Laut der Amerikanistin Eva Schweitzer tritt die Denkfabrik für „weniger Steuern, weniger Wohlfahrt und weniger Umweltschutz“ ein.
Die Sozialwissenschaftler Dieter Plehwe und Bernhard Walpen führen das Cato Institute in einer Liste von 93 neoliberalen Denkfabriken mit direkter Beziehung zu Mitgliedern der Mont Pèlerin Society (MPS), wobei unter „direkter Beziehung“ verstanden wird, dass mindestens ein MPS-Mitglied in einer offiziellen Funktion tätig ist oder/und die Denkfabrik (mit)gegründet hat. Sowohl Edward Crane als auch Murray Rothbard und Charles Koch sind bzw. waren Mitglieder der MPS.

## Finanzierung
Das Cato Institute legt seine Finanzierung in Form von Jahresberichten teilweise offen.
Zu den Geldgebern zählen laut FAIR (Stand 1998) die Tabakindustrie, die Pharmaindustrie, Energiekonzerne, Wall-Street-Banken und große Unternehmen der Medien- und Online-Branchen.
Im Einzelnen nennt der Jahresbericht der Organisation für 2012/2013 als Unternehmenssponsoren außerdem AltriaGroup, BB&T, Caterpillar Inc., eBay, Facebook Inc. (heute: Meta Platforms), Google Inc., Mazda North America, Metlife, National Association of Broadcasters, Reynolds American, Southern Company Services, Verisign und Whole Foods Market. Genannt werden dort Unternehmen, die mehr als 5.000 US-Dollar gespendet haben. Insgesamt machten Unternehmensspenden 493.000 USD und damit 2,23 % der Jahresgesamteinnahmen aus. Von Einzelpersonen stammen danach 82,44 % der Einnahmen.
Das Center for Global Development attestierte der Organisation 2013 eine Sichtbarkeit gleich hinter der Heritage Foundation und der Brookings Institution, wobei diese Denkfabriken jedoch ein beinahe viermal höheres Budget haben.

## Namensgebung
Die Benennung erfolgte nach Catos Briefen, einer Reihe von John Trenchard und Thomas Gordon verfasster, anonym publizierter Essays aus dem frühen 18. Jahrhundert, die sich mit der Philosophie John Lockes beschäftigen. Die Verfasser benannten ihre Essays nach Cato dem Jüngeren, einem Verteidiger republikanischer Institutionen im antiken Rom. Die insgesamt 144 Essays wurden zunächst im London Journal, später im British Journal veröffentlicht. Sie verurteilten Tyrannei und warben für Gewissens- und Redefreiheit. Sie trugen damit wesentlich zur Verbreitung grundlegender Gedanken bei, die John Locke formuliert hatte.

## Publikationen
Die Organisation gibt die Periodika Cato Journal, Regulation, Cato Supreme Court Review und Cato Policy Report heraus. Daneben erschienen z. B. folgende Monografien: Social Security: The Inherent Contradiction; In Defense of Global Capitalism; Voucher Wars; You Can’t Say That!; Peace and Freedom: A Foreign Policy for a Constitutional Republic; Restoring the Lost Constitution oder Reclaiming the Mainstream: Individualist Feminism Reconsidered. Von 1977 bis 1984 wurde das Inquiry-Magazin herausgegeben. Bis 2013 publizierte das Cato Institute zudem mindestens fünf Bücher, deren Zweck es war, die Klimaforschung zu attackieren und gezielt Zweifel an der menschengemachten globalen Erwärmung zu säen.